# Ashley Hugill
Ashley Hugill (ur. 28 września 1994 w Yorku) – angielski snookerzysta. W 2017 roku po raz pierwszy zakwalifikował się do World Snooker Tour, gdzie pozostał przez sześć lat.

## Kariera

### Początki
Ashley Hugill mieszka w Melbourne, na wschód od York i uczęszczał do szkoły w Pocklington. Zaczynał od bilarda, a potem przeszedł na snookera. Na swoje 11. urodziny dostał w prezencie lekcje gry w snookera. Najpierw trenował w Yorku, a później kilka razy w tygodniu w Snooker Academy w Sheffield, gdzie również rywalizował z takimi profesjonalistami, jak Ronnie O'Sullivan i Ding Junhui. Dopiero w wieku 19 lat po raz pierwszy wziął udział w profesjonalnych turniejach Players Tour Championship (PTC) w Anglii, w których mogą brać udział amatorzy, a pod koniec sezonu 2013/14 zgłosił się do Q School, ale przegrał wszystkie mecze otwarcia.
W kolejnym roku wziął udział w całym PTC Eurotour i dotarł do głównego wydarzenia Bulgarian Open 2014. W Q School 2015 przegrał dopiero w półfinale grupy z Chen Zhe . Jednak ze względu na miejsce w rankingu Q School Order of Merit, znalazł się wśród graczy, którym pozwolono wypełnić wakujące miejsca w kwalifikacjach do turniejów zawodowych sezonu 2015/16. Na Australian Open pokonał Zhang Yonga, a na German Masters pokonał 5-1 numer trzy na świecie, Neila Robertsona. Później jednak nie udało mu się zakwalifikować do głównego turnieju. Udało mu się tego dokonać we wszystkich 6 europejskich turniejach PTC. Dało mu to również kwalifikację do EBSA Amateur Play Offs, gdzie odpadł w półfinale. Kolejny Q School również zakończył się najpóźniej w ćwierćfinale.

### Lata amatorskie i zawodowe od 2016 r.
To wystarczyło, by ponownie, dzięki klasyfikacji order of merit mógł występować jako zawodnik rezerwowy w World Snooker Tour, nawet po odwołaniu Players Tour Championship. Jego najlepszym wynikiem w sezonie 2016/17 było dotarcie do 1/32 finału turnieju Shoot Out. W maju 2017 roku po raz czwarty wziął udział w Q School i w swoim pierwszym turnieju dotarł do finału grupowego. Tam pokonał Williama Lemonsa i zapewnił sobie miejsce w głównym tourze jako zawodowy snookerzysta na dwa lata.
W sezonie 2017/18 Hugill odniósł swój pierwszy sukces, po raz pierwszy docierając do rundy głównej czysto zawodowego turnieju, pokonując Mitchella Manna w kwalifikacjach do Indian Open. Na Scottish Open dotarł do 1/8 finału, w którym pokonał m.in. Allistera Cartera 4-3. W 1/8 finału przegrał 0-4 z Johnem Higginsem. W Shoot Out dotarł do 1/32 finału, a trzykrotnie dotarł do drugiej rundy, jednak w pozostałych turniejach przegrywał mecz otwarcia. W drugim roku nie udało mu się poprawić wyników i nie przechodził dalej niż do drugiej rundy. Dlatego musiał opuścić profesjonalną trasę po zakończeniu sezonu 2018/19.
W Q School 2019 Hugill miał szansę na szybki powrót, ale porażka 3-4 z Lukasem Kleckersem, która w decydującym frejmie rozstrzygnęła się na czarnej bili, sprawiła, że nie wziął udziału w decydującym meczu kwalifikacyjnym. W pozostałych dwóch turniejach nie miał szans. W kolejnym roku pozostał mu już tylko Gibraltar Open jako turniej zawodowy dostępny dla amatorów. Po czterech meczach kwalifikacyjnych wygrał trzy mecze z profesjonalnymi graczami i dotarł do 1/8 finału. W trakcie sezonu brał udział w Amateur Challenge Tour 2019/20 i został zdecydowanym zwycięzcą rankingu, wygrywając 2 z 10 turniejów i ponownie docierając do finału. Już samo to dałoby mu dwa lata dodatkowej kariery zawodowej, ale wziął też udział w turnieju WSF Open i zapewnił sobie miejsce w sezonach zawodowych 2020/21 i 2021/22, pokonując w finale Juliana Bojko 5-3.
Druga próba jako profesjonalista rozpoczęła się od falstartu i porażek w pierwszych 5 turniejach. W grudniu odniósł pierwsze zwycięstwo w Scottish Open. Nawet 3 zwycięstwa w 7 meczach grupowych WST Pro Series nie przyniosły zmiany sytuacji i do końca sezonu wygrał tylko jeden mecz. Drugi sezon również przyniósł szybkie porażki, ale tym razem Hugill odniósł pewne sukcesy. Już na starcie dotarł do półfinału grupowego Championship League, a później do 1/8 finału European Masters. Na koniec odniósł jeden z największych sukcesów w karierze, zdobywając prestiżową kwalifikację do rundy głównej Mistrzostw Świat. Sezon zakończył na 70. miejscu, co było jego najwyższym wynikiem w karierze, jednak nie pozwoliło mu to na bezpośrednią kwalifikację. Dzięki dobrym wynikom Hugill znalazł się na czele światowego rankingu zawodników, którzy nie zakwalifikowali się do kolejnego sezonu, przedłużając tym samym swoją karierę zawodową o kolejne dwa sezony.
Sezon 2023/24 zakończył na 67. pozycji co nie gwarantowało przedłużenia występów w Tourze. Również w rankingu jednorocznym zajął 5. miejsce i tym samym stracił status zawodowca. Nie powiodły się również próby powrotu poprzez turnieje Q School w 2024 i 2025.

## Występy w turniejach w karierze
| Ranking                      | [ i ]         | [ i ]         | [ ii ]        | 82            | [ i ]         | [ ii ]        | 81            | [ iii ]       | 67            |               |               |               |               |               |               |
| Turnieje rankingowe          |               |               |               |               |               |               |               |               |               |               |               |               |               |               |               |
| Championship League          | nierankingowy | nierankingowy | nierankingowy | nierankingowy | nierankingowy | RR            | 2R            | RR            | RR            |               |               |               |               |               |               |
| European Masters             | NH            | LQ            | LQ            | 1R            | A             | 1R            | 3R            | 1R            | 3R            |               |               |               |               |               |               |
| British Open                 | nie rozegrano | nie rozegrano | nie rozegrano | nie rozegrano | nie rozegrano | nie rozegrano | 2R            | LQ            | 1R            |               |               |               |               |               |               |
| English Open                 | NH            | A             | 2R            | 1R            | A             | 1R            | LQ            | QF            | LQ            |               |               |               |               |               |               |
| Wuhan Open                   | nie rozegrano | nie rozegrano | nie rozegrano | nie rozegrano | nie rozegrano | nie rozegrano | nie rozegrano | nie rozegrano | LQ            |               |               |               |               |               |               |
| Northern Ireland Open        | NH            | 1R            | 2R            | 1R            | A             | 1R            | LQ            | LQ            | LQ            |               |               |               |               |               |               |
| International Championship   | LQ            | LQ            | LQ            | LQ            | A             | nie rozegrano | nie rozegrano | nie rozegrano | LQ            |               |               |               |               |               |               |
| UK Championship              | 1R            | A             | 1R            | 1R            | A             | 1R            | 2R            | LQ            | LQ            |               |               |               |               |               |               |
| Shoot Out                    | NR            | 3R            | 3R            | 1R            | 2R            | WD            | 1R            | 2R            | 1R            |               |               |               |               |               |               |
| Scottish Open                | NH            | A             | 4R            | 1R            | A             | 2R            | LQ            | 1R            | LQ            |               |               |               |               |               |               |
| World Grand Prix             | DNQ           | DNQ           | DNQ           | DNQ           | DNQ           | DNQ           | DNQ           | DNQ           | DNQ           |               |               |               |               |               |               |
| German Masters               | LQ            | A             | LQ            | LQ            | A             | LQ            | LQ            | LQ            | LQ            |               |               |               |               |               |               |
| Welsh Open                   | 1R            | A             | 1R            | 1R            | A             | 1R            | LQ            | LQ            | LQ            |               |               |               |               |               |               |
| Players Championship         | DNQ           | DNQ           | DNQ           | DNQ           | DNQ           | DNQ           | DNQ           | DNQ           | DNQ           |               |               |               |               |               |               |
| World Open                   | NH            | LQ            | LQ            | A             | A             | nie rozegrano | nie rozegrano | nie rozegrano | 2R            |               |               |               |               |               |               |
| Tour Championship            | nie rozegrano | nie rozegrano | nie rozegrano | DNQ           | DNQ           | DNQ           | DNQ           | DNQ           | DNQ           |               |               |               |               |               |               |
| World Championship           | LQ            | A             | LQ            | LQ            | LQ            | LQ            | 1R            | LQ            | LQ            |               |               |               |               |               |               |
| Dawne turnieje rankingowe    |               |               |               |               |               |               |               |               |               |               |               |               |               |               |               |
| Australian Goldfields Open   | LQ            | nie rozegrano | nie rozegrano | nie rozegrano | nie rozegrano | nie rozegrano | nie rozegrano | nie rozegrano | nie rozegrano | nie rozegrano | nie rozegrano |               |               |               |               |
| Shanghai Masters             | LQ            | A             | LQ            | nierankingowy | nierankingowy | nie rozegrano | nie rozegrano | nie rozegrano | NR            |               |               |               |               |               |               |
| Paul Hunter Classic          | MR            | 1R            | 1R            | 1R            | NR            | nie rozegrano | nie rozegrano | nie rozegrano | nie rozegrano | nie rozegrano | nie rozegrano | nie rozegrano | nie rozegrano | nie rozegrano | nie rozegrano |
| Indian Open                  | NH            | 1R            | 1R            | LQ            | nie rozegrano | nie rozegrano | nie rozegrano | nie rozegrano | nie rozegrano | nie rozegrano | nie rozegrano | nie rozegrano | nie rozegrano | nie rozegrano |               |
| China Open                   | LQ            | 1R            | LQ            | LQ            | nie rozegrano | nie rozegrano | nie rozegrano | nie rozegrano | nie rozegrano | nie rozegrano | nie rozegrano | nie rozegrano | nie rozegrano | nie rozegrano |               |
| Riga Masters                 | MR            | LQ            | LQ            | A             | A             | nie rozegrano | nie rozegrano | nie rozegrano | nie rozegrano | nie rozegrano | nie rozegrano | nie rozegrano | nie rozegrano | nie rozegrano | nie rozegrano |
| China Championship           | NH            | NR            | LQ            | LQ            | A             | nie rozegrano | nie rozegrano | nie rozegrano | nie rozegrano | nie rozegrano | nie rozegrano | nie rozegrano | nie rozegrano | nie rozegrano | nie rozegrano |
| WST Pro Series               | nie rozegrano | nie rozegrano | nie rozegrano | nie rozegrano | nie rozegrano | RR            | nie rozegrano | nie rozegrano | nie rozegrano |               |               |               |               |               |               |
| Turkish Masters              | nie rozegrano | nie rozegrano | nie rozegrano | nie rozegrano | nie rozegrano | nie rozegrano | 1R            | nie rozegrano | nie rozegrano |               |               |               |               |               |               |
| Gibraltar Open               | MR            | LQ            | 1R            | 2R            | 4R            | 1R            | 2R            | nie rozegrano | nie rozegrano |               |               |               |               |               |               |
| WST Classic                  | nie rozegrano | nie rozegrano | nie rozegrano | nie rozegrano | nie rozegrano | nie rozegrano | nie rozegrano | 1R            | NH            |               |               |               |               |               |               |
| Dawne turnieje nierankingowe |               |               |               |               |               |               |               |               |               |               |               |               |               |               |               |
| Six-red World Championship   | A             | A             | A             | A             | A             | nie rozegrano | nie rozegrano | LQ            | NH            |               |               |               |               |               |               |

1. 1 2 3  Był amatorem.
2. 1 2  Nowi gracze w Tourze nie mają rankingu.
3. ↑  Gracze, którzy zakwalifikowali się z jednorocznego rankingu zaczynają sezon bez punktów rankingowych.

| Legenda tabeli wyników              | Legenda tabeli wyników       | Legenda tabeli wyników                     | Legenda tabeli wyników                                                              | Legenda tabeli wyników                     | Legenda tabeli wyników                     |
| ----------------------------------- | ---------------------------- | ------------------------------------------ | ----------------------------------------------------------------------------------- | ------------------------------------------ | ------------------------------------------ |
| LQ                                  | odpadnięcie w kwalifikacjach | #R                                         | odpadnięcie we wczesnej fazie turnieju (WR = runda dzikich kart, RR = faza grupowa) | QF                                         | przegrana w ćwierćfinale                   |
| SF                                  | przegrana w półfinale        | F                                          | przegrana w finale                                                                  | W                                          | zwycięstwo                                 |
| DNQ                                 | nie zakwalifikował/a się     | A                                          | nie brał/a udziału                                                                  | WD                                         | zrezygnował/a w trakcie turnieju           |
| Legenda oznaczeń w tabelach wyników |                              |                                            |                                                                                     |                                            |                                            |
| NH / Nie roz.                       | NH / Nie roz.                | Turniej nie odbył się.                     | Turniej nie odbył się.                                                              | Turniej nie odbył się.                     | Turniej nie odbył się.                     |
| NR / Nie-rank.                      | NR / Nie-rank.               | Turniej nie był zaliczany jako rankingowy. | Turniej nie był zaliczany jako rankingowy.                                          | Turniej nie był zaliczany jako rankingowy. | Turniej nie był zaliczany jako rankingowy. |
| R / Rank.                           | R / Rank.                    | Turniej był zaliczany jako rankingowy.     | Turniej był zaliczany jako rankingowy.                                              | Turniej był zaliczany jako rankingowy.     | Turniej był zaliczany jako rankingowy.     |
| MR / Minor-Rank.                    | MR / Minor-Rank.             | Turniej był zaliczany jako minor ranking.  | Turniej był zaliczany jako minor ranking.                                           | Turniej był zaliczany jako minor ranking.  | Turniej był zaliczany jako minor ranking.  |